# Xenastrapotherium kraglievichi
Xenastrapotherium kraglievichi — викопний вид південноамериканських копитних ссавців родини Астрапотерієві (Astrapotheriidae). Вид описаний по кількох зубах та залишках щелепи, що були знайдені в долині Ла Вента (свита Гонда, формування Вілавіея) департаменті Уїла, Колумбія. Існував у середньому міоцені, від 13 до 11 млн тому. Ікла на нижній щелепі, порівняно з іншими представниками роду, були розміщені горизонтальніше та були кругліші в поперечному січенні. Вид був сучасником свого велетенського родича з роду Granastrapotherium.